# Pro Roscio Amerino
Le Pro Roscio Amerino est une plaidoirie de Cicéron en faveur de Sextus Roscius d’Amérie fils, accusé de parricide par la justice romaine. Ce discours est prononcé par Cicéron l'an de Rome 673 (79 av. J.-C.).
La plaidoirie de Cicéron convainc le jury, qui acquitte Sextus Roscius fils, faute de preuves.

## Manuscrit source
Le texte du Pro Roscio Amerino n'est connu que par un seul manuscrit ancien, le Cluniasensis, ouvrage perdu et dont il ne reste qu'une copie et quelques extraits. La correction des erreurs du copiste contenues dans ce texte connu par une seule version a nécessité le travail minutieux des philologues, dont Alfred Klotz.

## L'affaire

### Le meurtre de Sextus Roscius père
Vers le milieu de septembre de l'année 671 (81 av. J.-C.), Sextus Roscius père, un riche propriétaire terrien, citoyen d'Ameria, est retrouvé assassiné, de nuit, dans le quartier de Subure, l'un des bas-fonds les plus sordides de Rome.
Le suspect de ce crime est Sextus Roscius, fils de la victime dont il porte le même nom, un jeune homme dénué d'instruction, vivant dans les champs, étranger aux affaires, et inconnu à Rome. Si Roscius fils est reconnu coupable de parricide, crime particulièrement grave dans le droit pénal romain, il risque une mort atroce : le condamné était en effet fouetté puis on l'enfermait dans un sac avec un chien affamé, un singe, un coq et un serpent. Enfin, le sac était jeté dans le Tibre.
Il semble que Sextus Roscius fils ait été victime d'une machination ourdie par son cousin Capiton, qui travaillait comme contremaître pour son oncle. Avec l'aide de son complice Magnus, Capiton aurait fait assassiner son oncle et patron Sextus Roscius père — dont le patrimoine de treize fermes était estimé à six millions de sesterces — alors que ce dernier sortait d'un banquet et rentrait chez lui.

### Le procès
Le procès se déroule en pleine séance ouverte sur le Forum, et amène un large public attiré par les relents de scandale qui pèsent sur cette affaire ténébreuse.
L'accusation est portée par Erucius, un accusateur choisi par Chrysogonus, lui-même grec affranchi par Sylla dont il est devenu le bras droit. Erucius s'efforce de prouver devant les juges que Sextus Roscius fils aurait tué son père pour se venger d'avoir été déshérité.
La défense du jeune Sextus Roscius est assurée par un jeune homme de vingt-sept ans, encore inconnu, dont le nom deviendra célèbre en littérature et dans l'histoire : Cicéron (Marcus Tullius Cicero).

### Contenu de la plaidoirie
Dans les deux premières sections de sa plaidoirie, Cicéron s'efforce de dissuader le jury d'appliquer les châtiments particulièrement sévères traditionnellement appliqués à Rome en cas de parricide.
La première section soutient que l'accusation est sans fondement, et souligne l'absence de preuve. Cicéron fait remarquer que son client n'avait pas de motif pour tuer son père, argument qui apparaît comme central dans cette partie de la plaidoirie. Dans la seconde section, l'orateur passe rapidement à l'offensive : il accuse en effet du meurtre les deux autres personnes présentes, Magnus et Capito. Cicéron suggère que Magnus, qui se trouvait chez lui la nuit du meurtre, avait commandité l'assassinat. Il laisse aussi entendre que Capito - le premier à signaler le meurtre - en était en fait l'auteur, et avait ensuite été avertir Magnus du succès de son entreprise.
Cicéron enchaîne ensuite avec un récit mélodramatique, où il parle de corruption et d'intrigue, affirmant qu'aussi bien Magnus que Capito étaient en situation de gagner des biens grâce au meurtre. Il affirme que Magnus et Capito instrumentalisent le procès pour empêcher Sextus Roscius fils d'hériter de son père, comptant bien pouvoir garder pour eux-mêmes les biens du père assassiné, peut-être d'ailleurs au bénéfice final du cerveau du crime, supposé être Chrysogonus, avec une relation assez évidente avec le dictateur Sylla.

## Texte et traductions
- (la + fr) Cicéron (trad. Nisard), Plaidoyer pour Sextus Roscius d'Amérie, Paris, Dubochet, 1840 (lire en ligne).
- (la + de) Cicéron (trad. Alfred Klotz), Oratio pro Sext. Roscio Amerino, Leipzig, 1949, 2e éd. (1re éd. 1923).
- Cicéron, Plaidoyer pour Sextus Roscius d’Ameria – Discours, tome I, Les Belles Lettres, Paris, 1965
- (la + fr) Cicéron (trad. François Hinard, et Yasmina Benferhat), Discours pour Sextus Roscius, t. 1, 2e Partie, Paris, Les Belles Lettres, 2006, CVIII +168 (ISBN 2-2510-1444-6).